# حزب لیبرال اولستر
حزب لیبرال اولستر (انگلیسی: Ulster Liberal Party) یک حزب سیاسی لیبرال و غیر فرقه ای در ایرلند شمالی بود که با حزب لیبرال بریتانیا مرتبط بود. حزب رسماً نسبت به قانون اساسی ایرلند شمالی بی‌طرف بود. اعضا نظرات متفاوتی در مورد این موضوع ابراز کردند، اما موافقت کردند که ایرلند شمالی تنها در صورتی می‌تواند به جمهوری ایرلند بپیوندد که این خواسته اکثریت مردم ایرلند شمالی باشد.
حزب لیبرال اولستر که قبل از جنگ جهانی اول فعال بود، به دنبال این بود که از موضع‌گیری در مورد مسئله حاکمیت داخلی (احیای پارلمان ایرلند در دوبلین) که منجر به انشعاب اتحادیه‌های لیبرال و پیوستن به محافظه‌کاران در اتحاد اتحادیه ایرلندی شده بود، اجتناب کند. پس از ایجاد ایرلند شمالی به عنوان یک بخش تحت حاکمیت بریتانیا در سال ۱۹۲۱، حزب به حزب لیبرال ایرلند شمالی تغییر نام داد. آخرین بقایای حزب به گروه کارگر ۸۷ پیوستند. همچنین یک حزب محلی کوچک از لیبرال دموکرات‌ها در ایرلند شمالی وجود دارد که در انتخابات شرکت نمی‌کنند.